# Isaac van Ostade
Isaak van Ostade (Haarlem, 1621 - 1649) fou un pintor neerlandès de paisatges i escenes de gènere.
Va començar a estudiar pintura amb el seu germà Adriaen van Ostade fins que el 1641 va començar a treballar pel seu compte. Al principi estava influenciat per Rembrandt però aviat va trobar un estil més personal encara que gairebé sempre el seu treball es trobava subordinat al del seu germà. A partir de 1644 comença a distingir-se del seu germà amb les escenes de gènere sobre un riu gelat. Entre 1646 i 1649 realitza quadres sobre posades en els encreuments de camins, amb un estil molt personal.
El 1643 va ingressar en el gremi de Sant Lluc d'Haarlem. Va morir el 16 d'octubre de 1649 amb 28 anys.
Se li coneixen més de cent pintures encara que segons De Groot va realitzar més de quatre-centes, gairebé totes d'escenes de gènere, paisatges i retrats. Les seves obres es troben en diverses col·leccions com la del Palau de Buckingham, la National Gallery de Londres, la Col·lecció Wallace, el Museu del Louvre, Ermitage i els museus de Rotterdam i la col·lecció Rothschild a Viena.

## Algunes de les seves obres

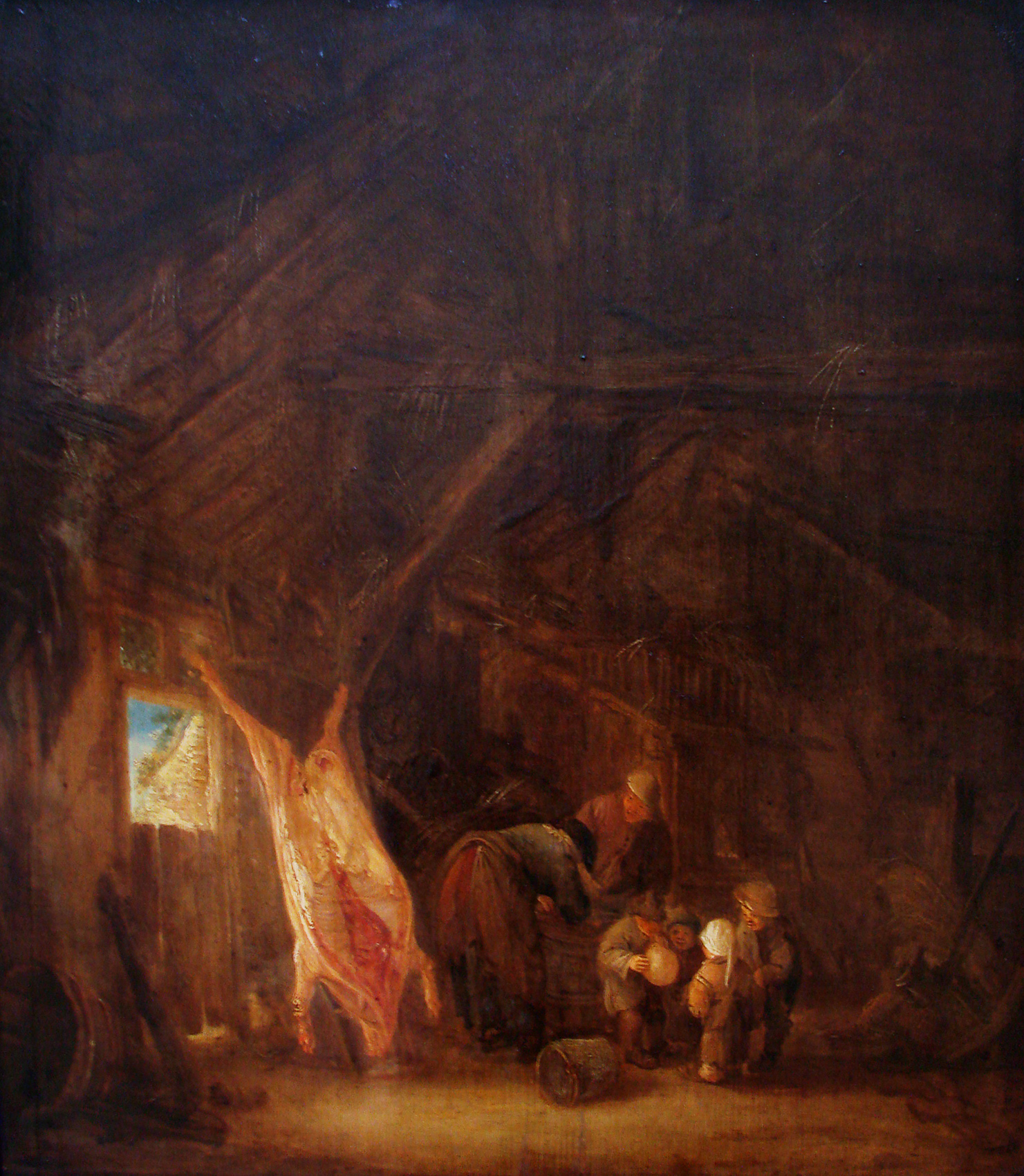
Especejament del porc, Museu de Belles arts de Lille.
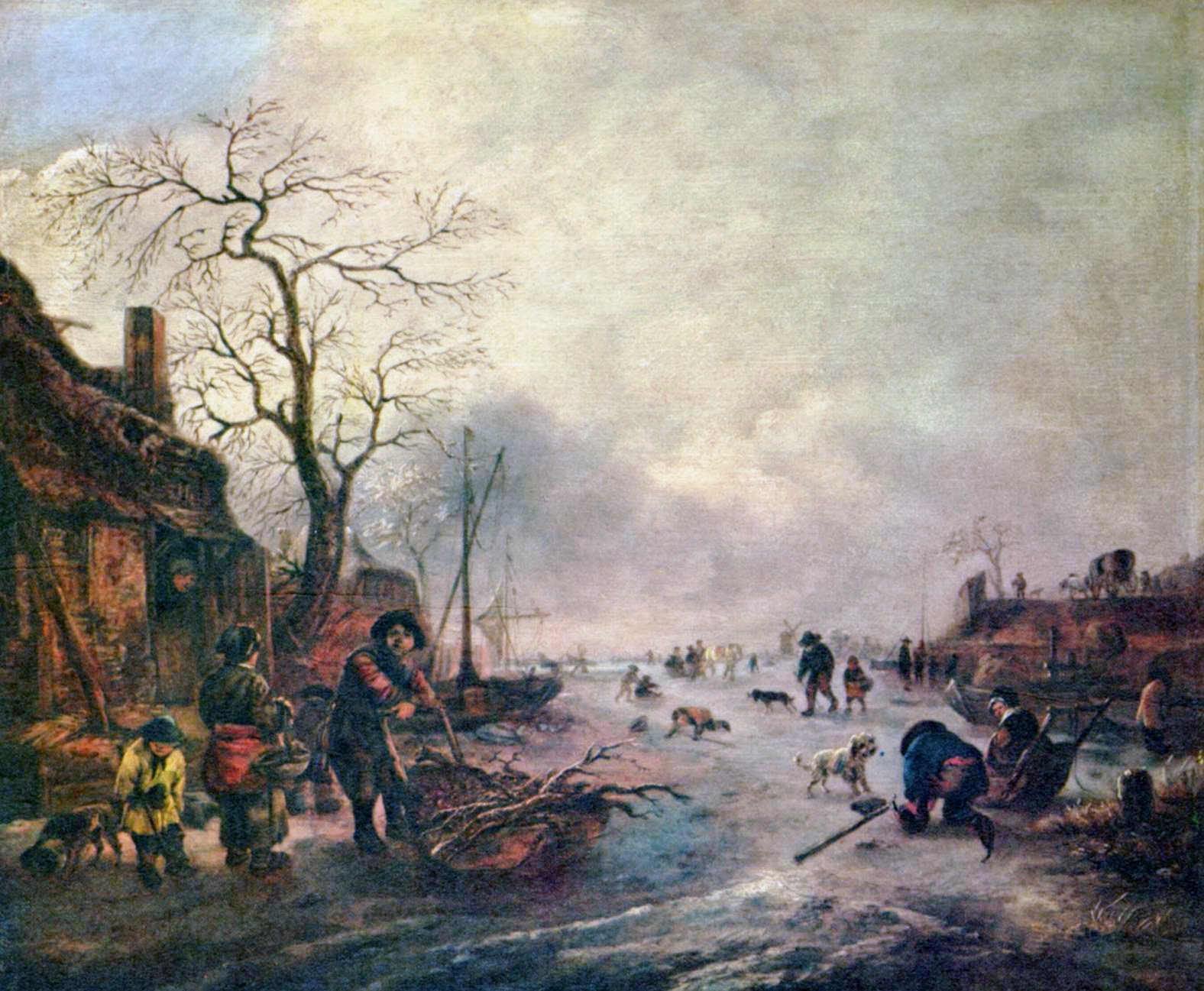
Atraccions en el gel, en Gemäldegalerie Alte Meister, Dresden.
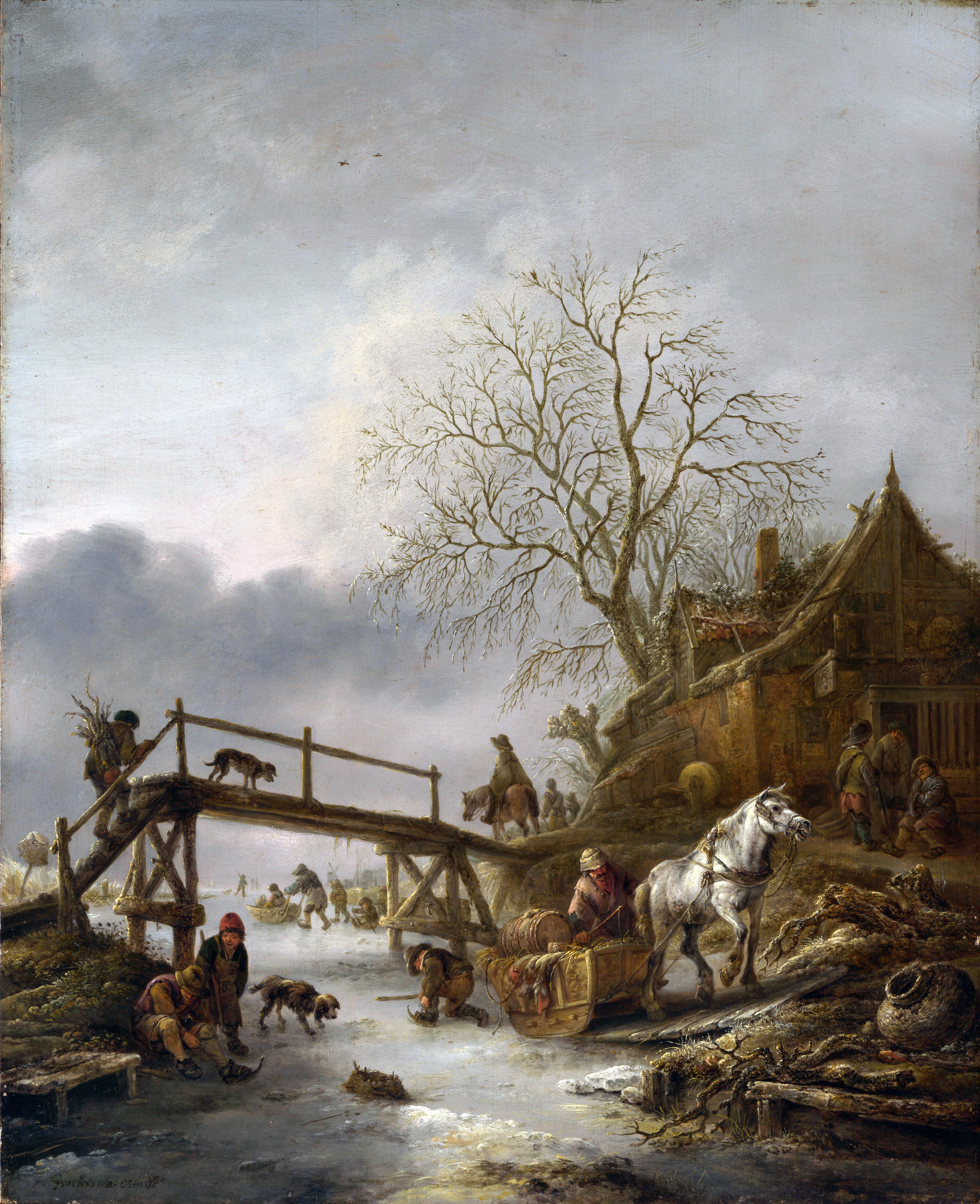
Vida en un riu gelat, en Gemäldegalerie Alte Meister, Dresden.
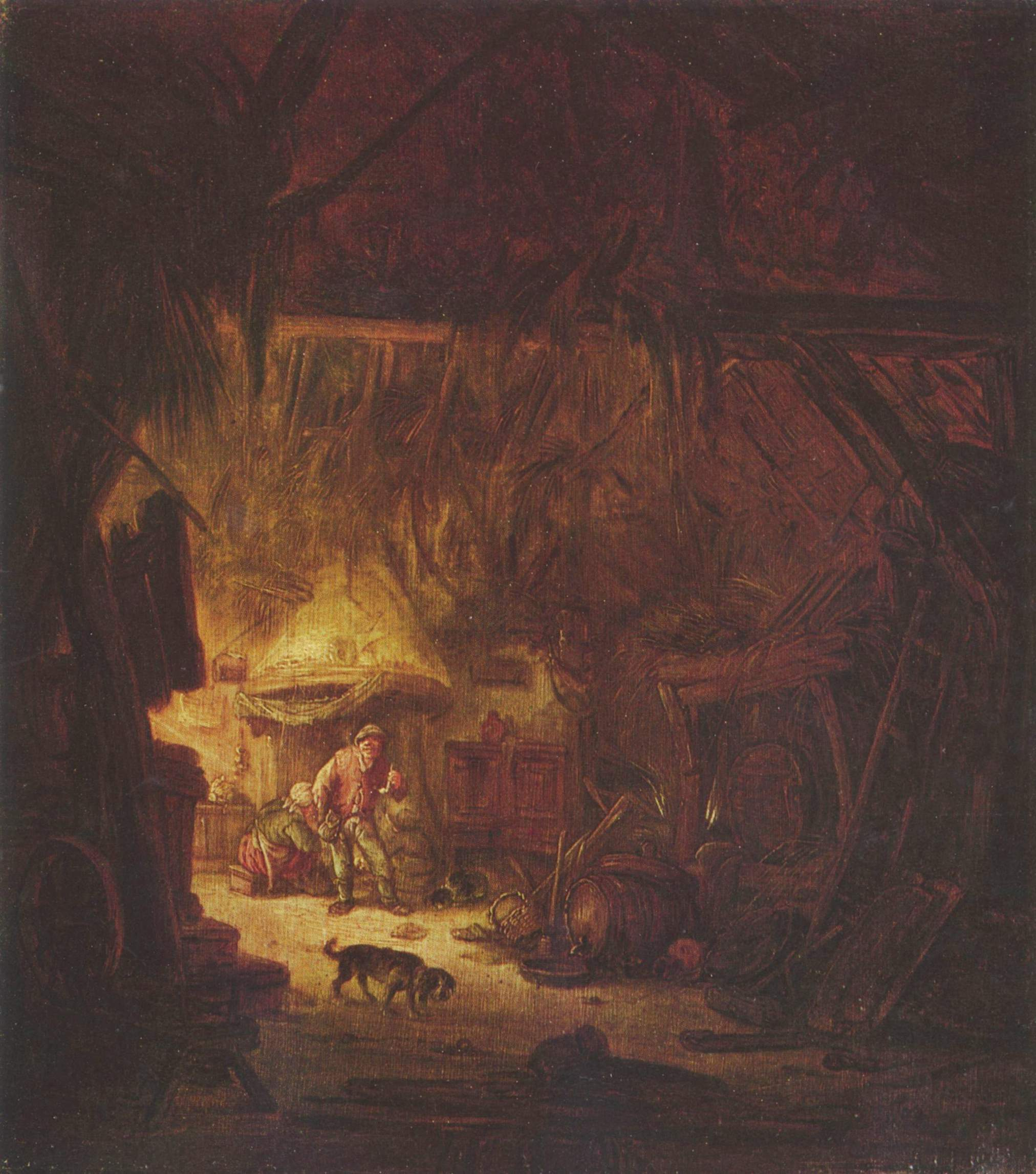
Interior d'una casa de camp, en el Museu de Belles arts, Budapest.
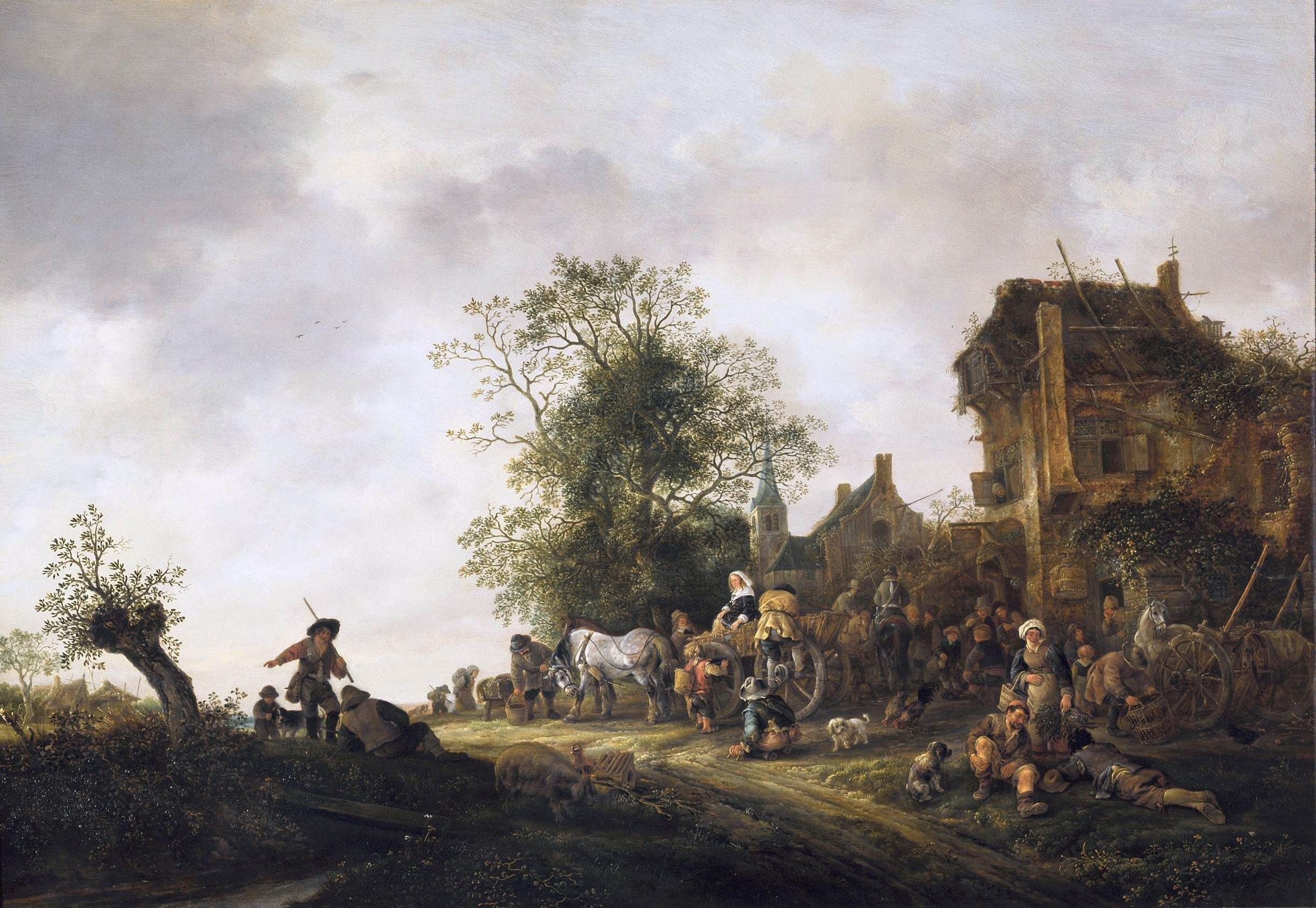
Viatgers en una posada, 1645, en Mauritshuis, La Haia.